# パチスロモンキーターン
パチスロ「モンキーターン」は、2011年3月に山佐から発売されたパチスロ機（5号機）である。
テレビアニメ『モンキーターン』のタイアップ機。根強い人気でじわじわと導入台数を増やし、累計販売台数は導入当初の20倍となる6万台を超える大ヒット作となった。

## 概要
本機は、ビックボーナスなどのボーナス（役物）を一切搭載しておらず、アシストリプレイタイム（ART）「SG RUSH」のみで出玉を増やす仕様となっている。

### 通常時
ARTの当選契機は3種類。
1. 規定G数到達
4号機のストック機にあった「G数解除」をモチーフにしたシステム。内部モードによって、最大G数（天井）が128G（天国モード）から1280G（通常モードA）までの振り分けがある。
ただし、ART中にグランドスラムを達成した場合のみ、最大G数が32G(超天国)となる。
2. 「超抜チャレンジ」からの当選
通常時のレア役で抽選される「超抜チャレンジ」では、基本的規定G数が10Gor20Gでプロペラ（ベルに相当）成立時に抽選を行い、10％（設定5は11％、設定6は12％）の確率でARTに当選する。
各設定毎に規定G数の振り分けが抽選されるが、仮に内部的に10Gが規定G数の場合、その10G間でベルが成立しなかった時、規定G数は20Gまで保証される。
さらに、20G間に一度もプロペラが成立しなかった場合、規定G数が無限となりART当選まで継続となる。
3. 通常時のレア役からの当選
レア役成立時のART直撃抽選も行ってはいるが、当選確率は極めて低い。ART当選＋「超抜チャレンジ」のストックが確定する「究極目」の成立確率は65536分の2である。
なお、ART準備中のレア役は超抜チャレンジの抽選のみとなり、これがメイン管理タイプの弊害と言われている。

### ART「SG RUSH」
ART「SG RUSH」は、初期G数は50G（通常ART41G＋継続をかけたレース9G）、1Gあたりの純増枚数は約2枚。
ゲーム性は、G数上乗せと最大8セットのシナリオを用いた継続率管理である
通常ART中に、主にレア役（チェリー・チャンス目など）が成立するとG数の上乗せ抽選を行うほか、10～20Gの上乗せ特化ゾーンとなる「全速モード」への突入抽選も行う。「全速モード」中はプロペラ成立時の100％でG数の上乗せが行われ、レア役などでも高確率で上乗せ抽選が行われる。また、全速モード中のカットインは青Vダブル揃いが確定する。
シナリオによる継続管理
セット間の継続に関しては、予め各セットごとに継続率を設定した「シナリオ」をART突入時に抽選する。ART中はシナリオに基づいた確率で継続抽選を行うが、ART中のみ出現する青V揃いの特殊リプレイが成立した場合は継続率に関わらず継続が確定する。青Vガセリプレイ（逆押しすると青Vがテンパイするが左リールで外れる）も存在し、逆押しで「Vを狙え」のカットインが発生した場合、「揃わない」「青Vシングル揃い」「青Vダブル揃い」のいずれかとなる。シナリオは全９種類あり、各シナリオごとに１～７セットの継続率が予め定められており継続抽選は、ART突入時に当該シナリオに応じた各セット毎の継続抽選が行われている。
V揃いと継続管理詳細
上述のように青V揃いが成立すれば継続確定となる。青V揃い成立のタイミングによっては「Vを狙え」のカットインが発生しないので、揃わなくても恩恵を受けることがある。ただし、シナリオ管理の各セットの継続は当該セットの突入時に予め定められており、また、青V揃いによるセット継続の恩恵が受けられるのは1セットにつき1度のみであるため、内部的に継続抽選に当選している場合などは無駄引きとなってしまう場合がある（1セット内で1度青Vを揃えた場合、2回目以降の青V揃い・青Vガセリプレイ成立時には中押しリプレイとして通常の押し順ナビが発生し、青V揃いがわかりづらくなる。また、2度目以降の青V揃いがダブルラインで当選していた場合はカットインが発生し、ゲーム数上乗せの恩恵のみ受けられる）。
後に、この機種のシナリオ管理をオマージュした戦国コレクション(KPE)シリーズが登場したが、当該シリーズはこの機種よりもシナリオ管理の継続システムを特徴づけたシステムとなっており、セット継続の連チャンが激しくなっている。
演出等
ART中の演出やラウンド表示画面で継続率やシナリオの推測が可能となっており、ラウンド表示画面に「澄＆ありさ」が登場すると8セット完走のモード滞在が確定するが、8セット目までにラウンド表示画面に「澄＆ありさ」が登場しなければ自力での8セット完走が濃厚となる（当該モード滞在時に1～7ラウンド目までに「澄＆ありさ」が登場しない場合、8ラウンド目では必ず発生するため）。
全8セットを完走すると「グランドスラム」となり、ART終了後32G以内に次回ART突入が確定する「超天国モード」に入る。このモードはグランドスラム達成時のみの恩恵となり、通常のモード移行時には選択されない。

## 備考
- 本機は東日本大震災の直前に設置されたが、震災以後に発売された「青島パネル」では「がんばろう日本」の表示がある。
- プロ野球・千葉ロッテマリーンズや千葉県の習志野市立習志野高等学校を始めとする高校野球のチャンステーマとして使用されている「SGラッシュ優勝戦」は本機の当たりが出た際のBGMから流用されている[1]。